# GRB 221009A
GRB 221009A, también conocido como Swift J1913.1+1946, fue un estallido de rayos gamma (GRB) inusualmente brillante y de larga duración, descubierto conjuntamente por el observatorio Neil Gehrels Swift y el telescopio Espacial de Rayos Gamma Fermi, el 9 de octubre de 2022. El estallido duró más de diez horas desde su detección, y pudo ser observado brevemente por astrónomos aficionados. Fue también uno de los estallidos más cercanos y se encuentra entre los más energéticos y luminosos. GRB 221009A provino de la constelación de Sagitta, y ocurrió aproximadamente hace 1900 millones de años. Actualmente se encuentra a una distancia de 2400 millones de años luz de la Tierra.
El estallido sobresaturó el telescopio Espacial de Rayos Gamma Fermi, que capturó fotones cuyas energías excedían los 100 GeV. El observatorio Large High Altitude Air Shower (LHAASO), en China, capturó 5000 fotones de alta energía (en comparación, en toda la historia del estudio de los rayos gamma, los astrónomos habían detectado solamente apenas cientos de estos). Algunos fotones incluso cargaban un récord de 18 TeV de energía, que es más de lo que puede producirse con el Gran Colisionador de Hadrones (LHC), en la Organización Europea para la Investigación Nuclear (CERN). La instalación Carpet-2 de Rusia, puede haber registrado un solo fotón de 251-TeV de este estallido. Comparando la información recolectada de diferentes observatorios, los científicos concluyeron que este evento fue 50 a 70 veces más brillante que el poseedor del récord anterior GRB 830801, ocurrido el 1 de agosto de 1983. Podría ayudar a los físicos a estudiar cómo interactúa la materia a velocidades relativistas, y potencialmente a la física más allá del Modelo Estándar.
GRB 221009A podría ser causado por una estrella moribunda experimentando una supernova, o el nacimiento de un agujero negro. Algunos físicos especulan que estos fotones de energía excepcionalmente alta, podrían provenir de una nueva física que involucre materia oscura, axiones o neutrinos estériles en descomposición. Detectores de rayos en la India y Alemania, registraron señales de que la ionosfera de la Tierra se vio perturbada por varias horas por el estallido, aunque solo fue levemente. Algunos astrónomos se refirieron al estallido como el más brillante de todos los tiempos, o BOAT, por sus siglas en inglés. El resplandor de las energías de rayos X fue cientos de veces más brillante que los visto antes. GRB-221009A es el séptimo estallido de rayos gamma con anillos de rayos X.
El estallido fue observado posteriormente por los telescopios orbitales Neutron Star Interior Composition Explorer (NICER), Monitor of All-sky X-ray Image (MAXI), Imaging X-ray Polarimetry Explorer (IXPE), International Gamma Ray Astrophysics Laboratory (INTEGRAL), el XMM-Newton, y por muchos otros.